# Yoko Shibui
Yoko Shibui (Japans: 渋井陽子, Shibui Yōko) (Kuroiso, 14 maart 1979) is een Japanse langeafstandsloopster. Ze was op de baan en op de halve marathon succesvol en specialiseerde zich in 2001 op de marathon. Ze heeft het Japanse record in handen op de 10.000 m en is mede-recordhoudster op de Ekiden.

## Biografie
Shibui maakte haar marathondebuut in 2001 op de marathon van Osaka en won deze gelijk in een tijd van 2:23.11. In datzelfde jaar werd ze vierde op de wereldkampioenschappen in Edmonton. Een jaar later werd ze derde op de Chicago Marathon.
In 2004 won ze de marathon van Berlijn in de Japanse recordtijd van 2:19.41. Ze is daarmee de dertiende (peildatum oktober 2017) snelste vrouw aller tijden. In 2005 werd ze zevende en in 2006 tweede op de marathon van Nagoya. In 2007 werd ze tiende op de marathon van Osaka.
Op de Olympische Spelen van 2008 in Peking werd Yoko Shibui zeventiende op de 10.000 m in een tijd van 31.31,13. Deze wedstrijd werd gewonnen door de Ethiopische Tirunesh Dibaba met een verbetering van het olympisch record tot 29.54,66.

## Titels
- Japans kampioene 10.000 m - 2008

## Persoonlijke records
Baan
| Onderdeel | Prestatie     | Datum       | Plaats    |
| --------- | ------------- | ----------- | --------- |
| 3000 m    | 9.11,37       | 1996        |           |
| 5000 m    | 15.18,92      | 11 mei 2002 | Osaka     |
| 10.000 m  | 30.48,89 (NR) | 3 mei 2002  | Palo Alto |

Weg
| Onderdeel      | Prestatie       | Datum             | Plaats      |
| -------------- | --------------- | ----------------- | ----------- |
| 10 km          | 31.55           | 11 februari 2003  | Hitachinaka |
| 15 km          | 49.26           | 26 september 2004 | Berlijn     |
| 20 km          | 1:06.04         | 26 september 2004 | Berlijn     |
| halve marathon | 1:09.31         | 20 maart 2000     | Matsue      |
| 25 km          | 1:22.32         | 26 september 2004 | Berlijn     |
| 30 km          | 1:39.07         | 26 september 2004 | Berlijn     |
| marathon       | 2:19.41 (ex-NR) | 26 september 2004 | Berlijn     |

## Palmares

### 5000 m
- 2000:  Tokyo Meeting in Tokio - 15.48,2
- 2002: 5e Japan Grand Prix in Osaka - 15.18,92
- 2002:  Nambu Games in Sapporo - 15.29,16
- 2003: 4e Oda Meeting in Hiroshima - 15.43,38
- 2007: 4e Oda Memorial in Hiroshima - 15.30,71
- 2007:  Japanse kamp. in Osaka - 15.35,00
- 2008: 4e Japanse kamp. in Kawasaki - 15.19,29
- 2011:  Nittai University Time Trials in Yokohama - 16.06,39

### 10.000 m
- 2003: 6e Japanse kamp. in Yokohama - 32.15,88
- 2003: 14e WK - 31.42,01
- 2007:  Japanse kamp. in Osaka - 32.26,29
- 2008:  Japanse kamp. in Kawasaki - 31.15,07
- 2008: 17e OS - 31.31,13

### 10 km
- 1995:  Otawara - 34.06
- 2001:  Shizuoka Sunpu - 32.49
- 2002:  Miura - 32.30
- 2003:  Katsuta in Hitachinaka - 31.55
- 2008:  Kakogawa - 32.47
- 2014:  Otawara - 34.27

### halve marathon
- 1999:  halve marathon van Kyoto - 1:13.26
- 2000:  halve marathon van Matsue - 1:09.31
- 2002: 5e halve marathon van Miyazaki - 1:10.09
- 2008: 4e halve marathon van Yamaguchi - 1:10.27
- 2013: 13e halve marathon van Yamaguchi - 1:12.34
- 2015: 6e halve marathon van Yamaguchi - 1:11.00

### marathon
- 2001:  marathon van Osaka - 2:23.11
- 2001: 4e WK in Edmonton - 2:26.33
- 2002:  marathon van Chicago - 2:21.22
- 2004: 9e marathon van Osaka - 2:33.02
- 2004:  marathon van Berlijn - 2:19.41
- 2005: 7e marathon van Nagoya - 2:27.40
- 2006:  marathon van Nagoya - 2:23.58
- 2007: 10e marathon van Osaka - 2:34.15
- 2007: 7e marathon van Tokio - 2:34.19
- 2008: 4e marathon van Tokio - 2:25.51
- 2009:  marathon van Osaka - 2:23.42
- 2009:  marathon van San Francisco - 2:46.34
- 2011:  marathon van Sapporo - 2:35.10
- 2012: 4e marathon van Nagoya - 2:25.02
- 2013: 7e marathon van Osaka - 2:32.41
- 2013: 17e marathon van Londen - 2:37.35
- 2014: 85e marathon van Tokio - 3:11.05
- 2015: 12e marathon van Nagoya - 2:31.15
- 2015: 4e marathon van Saitama - 2:31.06

### veldlopen
- 1998: 28e WK (lange afstand) in Marrakech - 27.21